# Pesi bridger
I pesi bridger chiamati anche supercruiser, sono una categoria di peso del pugilato collocata tra i pesi massimi leggeri e i pesi massimi. 
Istituita nel 2020, è riconosciuta solo dalla WBC e dalla WBA. Il limite di peso attuale per la categoria è di 224 libbre (101,6 kg).

## Storia
La categoria di peso è dedicata a Bridger Walker, bambino di sei anni del Wyoming che mise in salvo la propria sorellina di quattro anni dall'aggressione di un cane randagio nel luglio del 2020. Pochi mesi dopo, la WBC lo nomina "campione onorario" e annuncia la creazione di una nuova categoria di peso in suo onore.

## Campioni professionisti

### WBC
| No. | Nome                                        | Data                             | Difese |
| --- | ------------------------------------------- | -------------------------------- | ------ |
| 1   | Óscar Rivas                                 | 22 ottobre 2021 – 5 gennaio 2023 | 0      |
| 2   | Łukasz Różański                             | 22 aprile 2023 – 24 maggio 2024  | 0      |
| 3   | Lawrence Okolie                             | 24 maggio 2024 – 8 ottobre 2024  | 0      |
| 4   | Kevin Lerena (campione ad interim promosso) | 8 ottobre 2024 –                 | 0      |

### WBA
| No. | Nome                   | Data             | Difese |
| --- | ---------------------- | ---------------- | ------ |
| 1   | Muslim Gadzhimagomedov | 12 luglio 2024 – | 1      |